# Плюра, Марек
Марек Плюра (пол. Marek Mirosław Plura, 18 июля 1970, Рацибуж, Опольское воеводство, Польша  — 20 января 2023, Катовице, Польша) — польский психотерапевт, общественный деятель и политик. Депутат Сейма Польши 6-го и 7-го созыва, Европейского парламента (2014—2019).
Несмотря на врождённую болезнь, приведшую к инвалидности, вёл большую общественную работу по защите прав инвалидов. Работал на общеевропейском уровне.

## Биография
С рождения страдал мышечной атрофией. В зрелом возрасте пользовался электрической инвалидной коляской.
До 1991 года жил в Рацибуже, а затем в Центре для инвалидов «Милосердзе Боже» в Боровой Веси. Получил высшее педагогическое образование в Высшей школе философии и педагогики «Игнатианум» в Кракове, получил степень магистра. Окончил аспирантуру по психотерапии в Силезском университете в Катовице. Работал в Центре кризисной помощи Ассоциации инвалидов СПЭС социальным работником и преподавал в Центре переаттестации «Акцент».
Выступил основателем Ассоциации «Добрый дом» и президентом Силезской ассоциации образования и реабилитации инвалидов «Акцент», а также председателем программного совета Отделения интеграции и библиотечной терапии Силезской библиотеки. Он работал заместителем директора Общества особых искусств Польши. В 2002 году он инициировал конкурс «Леди Д.», продвигающий женщин-инвалидов, активных в различных сферах жизни. Он активно работал в Европейском парламенте инвалидов.
На парламентских выборах 2005 года он безуспешно избирался в Сейм, набрав 2707 голосов, избран не был. Год спустя он был избран в городской совет Катовице. На парламентских выборах 2007 года по списку «Гражданской платформы» в округе Катовице был избран депутатом, набрав 10 528 голосов. В 2011 году успешно баллотировался на переизбрание, получив 22 795 голосов. В Сейме был членом комитета социальной политики и семьи и комитета национальных и этнических меньшинств, возглавлял постоянную подкомиссию по делам людей с ограниченными возможностями, парламентскую группу по делам инвалидов и парламентскую группу по делам людей с ограниченными возможностями. Он был докладчиком, среди прочего, проекта Закона о языке жестов и равенстве инвалидов.
На европейских выборах 2014 года Плюра был избран депутатом Европарламента 8-го созыва. Вошёл во фракцию Европейской народной партии, комитет по занятости и социальным вопросам и комитет по транспорту и туризму. В 2019 году его не переизбрали на новый срок. На общенациональных выборах в том же году он был избран в Сенат 10-го созыва. Он баллотировался кандидатом от «Гражданской коалиции» по округу № 80, получил 92 332 голоса.
Плюра поддержал усилия по признанию силезцев как этнического меньшинства. Он дважды был автором парламентских законопроектов о признании силезского этнолекта региональным языком, которые не были приняты Сеймом. Обращался с открытым письмом к президенту Польши Дуде с предложением конституционного закрепления автономии Силезии. Был членом Верхнесилезского союза и Ассоциации людей силезской национальности. Он был инициатором проведения Дня силезского флага.
В 2012 году награждён Орденом Улыбки
Умер в больнице 20 января 2023 года. Похоронен в Катовице на кладбище на улице Сенкевича.